# سیستم رنین-آنژیوتانسین-آلدوسترون

Anatomical diagram of RAAS

سیستم رنین-آنژیوتانسین (RAS) که سیستم رنین-آنژیوتانسین-آلدوسترون (RAAS) هم خوانده می‌شود، یک سیستم هورمونی است که فشارخون و همچنین تعادل آب (مایعات) را در بدن تنظیم می‌کند. هنگامی که حجم خون پایین می‌آید، سلول‌های جنب گلومرولی (ژوکستاگلومرولی) در کلیه، با فعال کردن مولکول‌های پرورنین (Prorenin) , رنین را به‌طور مستقیم به خون ترشح می‌کنند. سپس رنین به نوبهٔ خود، آنژیوتانسینوژن ترشح شده از کبد را به آنژیوتانسین I تبدیل می‌کند.
آنژیوتانسین I به وسیلهٔ آنزیم مبدل آنژیوتانسین که در ریه‌ها وجود دارد به آنژیوتانسین II تبدیل می‌شود. آنژیوتانسین II یک پپتید تنگ‌کنندهٔ رگ هاست که با تنگ کردن رگ‌ها باعث افزایش فشارخون می‌شود. آنژیوتانسین II همچنین باعث تحریک ترشح هورمون آلدوسترون از بخش قشری غده فوق کلیه می‌شود. آلدوسترون باعث افزایش جذب سدیم و آب از توبول‌های کلیه‌ها می‌شود. با جذب بیشتر آب و سدیم و در نتیجه افزایش حجم خون، فشارخون افزایش می‌شود. اگر سیستم رنین-آنژیوتانسین-آلدوسترون به‌طور غیرطبیعی فعال شود، فشارخون بیش از حد افزایش می‌یابد. داروهای بسیاری هستند که با مهار مراحل گوناگون این سیستم، فشارخون را می‌کاهند. این داروها یکی از روش‌های اصلی کاستن از فشار خون، درمان نارسایی قلبی و عوارض مخرب دیابت هستند.

## نحوه فعال شدن سیستم

RAAS schematic

## اثرات قلبی-عروقی
در شکل روبرو BP معادل فشارخون، ANP معادل پپتید ناتریورتیک دهلیزی، PG معادل پروستاگلاندین و AII معادل آنژیوتانسین II است.

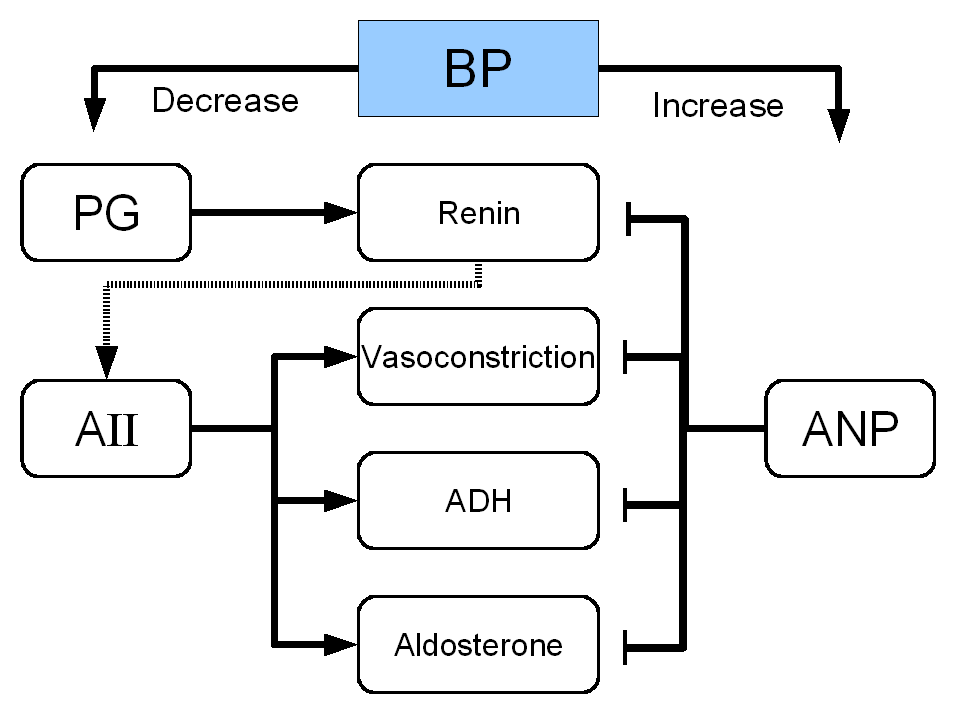

## اهمیت بالینی
داروهای مهارکننده آنزیم مبدل آنژیوتانسین (داروهای مهارکننده ACE) به‌طور شایع برای کاهش ساخت آنژیوتانسین II به کار می‌رود. کاپتوپریل یک نمونه از داروهای مهارکننده ACE است. آنزیم مبدل آنژیوتانسین (ACE) برخی پپتیدهای دیگر، از جمله یکی از پپتیدهای تنظیم‌کننده سیستم کینین-کالیکرئین را نیز می‌شکند. این مسئله می‌تواند منجر به بروز برخی عوارض جانبی شود. داروهای مسدودکننده گیرنده آنژیوتانسین (ARB) از برهم‌کنش آنژیوتانسین II با گیرنده‌های آنژیوتانسین جلوگیری می‌کنند. مهارکننده‌های مستقیم رنین نیز برای کاهش فشارخون به کار می‌روند. از جمله این داروها می‌توان به آلیسکیرن (Aliskiren) و رمیکیرن (Remikiren) اشاره کرد.